# Boston terrier
El boston terrier es una raza de perro de tipo terrier originaria de los Estados Unidos. Son perros pequeños y compactos, con una cola corta y orejas erguidas. El American Kennel Club dice que son muy inteligentes y muy fáciles de entrenar. Son amigables y a veces pueden ser tercos. Su esperanza de vida ronda entre once y trece años.
El American Kennel Club, en 2019, clasificó al boston terrier como la raza número 21 de las más populares

## Descripción
Son perros que responden bien al adiestramiento y adecuadamente socializados serán amigables. Son utilizados principalmente como perros de compañía. Entre las principales cualidades que hacen de esta raza de perro la favorita de muchos se encuentran su carácter alegre y su pequeño tamaño, óptimo para espacios pequeños y departamentos. Además, son animales de fácil mantenimiento, porque su pelo corto y su tamaño lo hacen fáciles de cepillar y entrenar. Viven alrededor de 12 años.

## Apariencia
El boston terrier es un perro pequeño, de constitución compacta y rasgos cuadrados. Tiene un hocico achatado, similar al del Bulldog, pero sin piel plegada. El largo del hocico es de alrededor de un tercio del largo total del cráneo. Sus orejas son pequeñas y erguidas. Presenta una nariz ancha y negra, con orificios nasales amplios y bien separados. Tiene ojos grandes, redondos y oscuros, ubicados en ángulo recto en el cráneo, bien separados el uno del otro. Su cola es corta, al igual que sus extremidades, que son anguladas y fuertes. Es un perro robusto, y sus extremidades deben guardar una relación proporcional con el tamaño del cuerpo del animal. Deben bañarse una vez al mes porque su piel puede resecarse demasiado y provocarle caspa. Es una raza que no pierde mucho pelo.

## Características en competiciones
En competiciones de exhibición canina, los animales participantes deben cumplir ciertos estándares definidos por la organización encargada del concurso. A pesar de que dichos estándares varían de acuerdo a dicha institución, la mayor parte son comunes a todas, y se listan a continuación:

### Categorías
En competiciones, los perros se reparten en tres categorías dependientes del peso del animal:
- Menos de 15 libras (6,8 kg).
- Entre 15 y 19 libras, inclusive (6,8 a 8,6 kg).
- Entre 20 y 25 libras (9 y 11,35 kg).

### Características físicas
Para obtener una buena puntuación, es necesario que el ejemplar cumpla con una serie de características físicas definidas previamente, entre las cuales se encuentran:
- Cráneo: el perro no debe tener arrugas en el cráneo, que debe ser cuadrado y chato en la parte superior. Frente abrupta, con mejillas aplanadas y con una depresión fronto-nasal (stop) definida.
- Cara: es importante que los ojos del animal sean de color oscuro, sin el más leve rasgo de color azul. El hocico del perro no debe tener arrugas, y debe ser más ancho que largo, sin que su profundidad exceda en longitud a 1/3 de la longitud del cráneo. Además debe ser paralelo al cráneo desde la depresión fronto-nasal hasta la punta de la nariz. La mandíbula del animal es ancha y cuadrada, de mordida regular, y los labios deben cubrir totalmente la boca de forma que los dientes no se vean cuando el animal tenga cerrada la boca. Dado que una característica importante de la raza es su inteligencia, la expresión del perro debe ser alerta, viva y afectuosa preferiblemente.
- Cuello y cuerpo: el cuello debe tener una longitud que imprima una imagen de balance al cuerpo. La espalda del animal debe ser corta, de forma que el cuerpo se vea cuadrado, y debe ser horizontal y recta, con una leve curva en la grupa hacia el nacimiento del rabo. Los hombros del animal deben ser inclinados, bien extendidos hacia atrás. Los miembros del animal deben tener codos y rodillas rectos, y pies pequeños y redondos con uñas cortas. Los codos, las rodillas ni los pies del animal deben torcerse hacia adentro ni hacia afuera. El pelaje del ejemplar debe ser corto, liso, brillante y fuerte, sin presentar caídas de pelo.
- Color: el color del perro puede ser atigrado, negro, o negro con marcas blancas. Existe además una variedad válida de color negro que se ve rojizo al exponerse al sol. Es necesario que el perro tenga una marca blanca en el hocico y entre los ojos, y el antepecho blanco para poder participar en las competencias oficiales. Un perro que tenga predominancia del color blanco en el cuerpo o en la cabeza debe tener una cantidad notoria de méritos que contrarresten este problema.

### Faltas importantes
- Un aspecto muy grueso del animal.
- Ojos color azul leve.
- Lengua o dientes visibles cuando el perro tiene la boca cerrada.
- Signos de enfermedad del ejemplar.
- Cualquier desproporción de alguna parte del cuerpo o cabeza del animal se considera una falta. Entre estas se encuentran la boca torcida, fosas nasales muy grandes o pequeñas y orejas de tamaño desproporcionado con el resto de la cabeza.
- El movimiento del animal debe ser equilibrado. Movimientos de balanceo del cuerpo o pasos cruzados en patas delanteras o traseras se constituyen faltas.

Además, algunas características se consideran "descalificatorias", eliminando al ejemplar de la competición en caso de presentarlas:
- Ojos azules.
- Trufa color carne.
- No presentar las marcas blancas características de la raza.
- Pelaje color grisáceo.

## Ejemplares célebres
En 1921, en una ceremonia para conmemorar la 102.º Regimiento de Infantería, el Ejército de los Estados Unidos otorgó una medalla de oro a un perro de guerra honorable: el sargento Stubby. El Boston Bull Terrier, que poseía tres rayas de servicio y una franja de heridas, recibió un rango en el ejército, evento que lo convirtió el primer perro en ganarlo.
Lennu, la mascota de 2012 a 2021 de Sauli Niinistö, el presidente de Finlandia, estuvo presente en muchas de sus apariciones menos formales y es muy conocido en Finlandia. Las fotos de la pareja se volvieron virales a nivel mundial en los Estados Unidos en 2017.
El personaje de Stardust Crusaders, tercera parte del manga JoJo's Bizarre Adventure, Iggy, es un boston terrier callejero que frustró a los oficiales de control de animales de Nueva York durante años hasta que Mohammed Avdol logró capturar al perro para la Fundación Speedwagon. Lo reclutan para el grupo cuando llegan a Egipto. Para mantenerlo tranquilo, la Fundación Speedwagon y el Grupo Joestar le ofrecen chicles con sabor a café como regalo por su cumplimiento. Su stand es The Fool, es uno de los pocos que posee una forma física, un ser biomecánico con dos ruedas en lugar de patas traseras que puede manipular arena y tierra, formando alas que le permiten deslizarse lejos del peligro. 